# Щерцув
Щерцув (пол. Szczerców) — село в Польщі, у гміні Щерцув Белхатовського повіту Лодзинського воєводства.
Населення — 2998 осіб (2011).
У 1975-1998 роках село належало до Пйотрковського воєводства.

## Демографія
Демографічна структура станом на 31 березня 2011 року:
|          | Загалом | Допрацездатний вік | Працездатний вік | Постпрацездатний вік |
| -------- | ------- | ------------------ | ---------------- | -------------------- |
| Чоловіки | 1434    | 308                | 1000             | 126                  |
| Жінки    | 1564    | 319                | 936              | 309                  |
| Разом    | 2998    | 627                | 1936             | 435                  |